# إيمان اليوسف
إيمان اليوسف كاتبة إماراتية ولدت في دولة الإمارات العربية المتحدة في عام 1987. صدر لها روايتين (النافذة التي أبصرت) و (حارس الشمس) بالإضافة إلى ثلاث مجموعات قصصية قصيرة. فازت روايتها (حارس الشمس) على جائزة الإمارات للرواية لعام 2016 والتي ترجمت إلى سبع لغات. وهي أول إماراتية تختارتها جامعة أيوا بالولايات المتحدة الأمريكية للحصول على الزمالة في الكتابة الإبداعية.

## السيرة الذاتية
إيمان اليوسف، مهندسة كيميائية ومدربة جرافولوجي وكاتبة إماراتية تخرجت في الجامعة الأمريكية في الشارقة. وحصلت على دبلوم الدبلوماسية الثقافية في عام 2017 من برلين. ومؤخرا نالت على شهادة الماجستير في إدارة المعرفة من جامعة الأمريكية في الإمارات، كما أنها عضو إداري اتحاد كتاب وأدباء الإمارات. نشرت اليوسف حتى الآن ثلاث روايات وثلاث مجموعات قصصية منها «طائر في حوض الأسماك»، و«وجوه إنسان»، و«بيض عيون». وفي عام 2016، تم تحويل قصتها القصيرة «أنا أبريق الشاي» والتي هي ضمن مجموعتها القصصية «بيض عيون» إلى عمل مسرحي يمثل الإمارات والذي عُرض في مهرجان الفن والأدب الخليجي الخامس. وفي نفس العام، فازت روايتها «حارس الشمس» على جائزة الإمارات للرواية. كما أنها في عام 2015 أصدرت كتابا فيه مناقشة أدبية تناول حوارا افتراضيا مع عدد من الكاتبات الإماراتيات حول القضايا النسوية والأدب والمرأة تحت اسم «خبز وحبر».
تعتبر اليوسف أول كاتبة إماراتية تكتب فيلم إماراتي قصير نسائي ونسوي باسم «غافة» من إخراج عائشة الزعابي والذي تم عرضه في مهرجان دبي السينمائي الدولي عام 2017. كما أنها تعد الأولى من الإمارات العربية المتحدة التي تم اختيارها من قبل جامعة أيوا في الولايات المتحدة الأمريكية للحصول على الزمالة في الكتابة الإبداعية. تكتب اليوسف زاوية أدبية شهرية في مجلة الإمارات الثقافية بعنوان «تحت الحبر» وزاوية أسبوعية في صحيفة «الرؤية» الإماراتية باسم «مرأة القلم». شاركت اليوسف في العديد من المناسبات والمهرجانات الثقافية والأدبية خلال السنوات الماضية منها مهرجان طيران الإمارات للآداب وقد مثلت دولة الإمارات في العديد من البلدان منها إسبانيا، وفرنسا، والقاهرة، وبرلين وغيرهم. 

## مؤلفاتها

### قصص قصيرة

- وجوه إنسان
- طائر في حوض السمك، 2014
- بيض عيون
- أنا أبريق الشاي

### روايات
- النافذة التي أبصرت، 2014
- حارس الشمس، 2015
- قيامة الآخرين، 2019

### فليم قصير
- غافة، 2017

## الجوائز
- حازت على جائزة الإمارات للرواية في عام 2016